# Puccinia melanocephala
Puccinia melanocephala är en svampart som beskrevs av Syd. & P. Syd. 1907. Puccinia melanocephala ingår i släktet Puccinia och familjen Pucciniaceae.   Inga underarter finns listade i Catalogue of Life.

## Bildgalleri

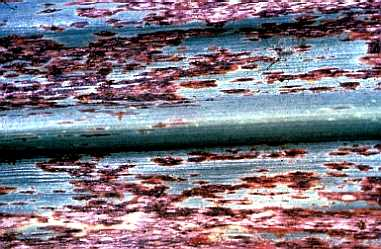